# Liste der niederländischen Abgeordneten zum EU-Parlament (2014–2019)
Die Liste der niederländischen Abgeordneten zum EU-Parlament (2014–2019) listet alle niederländischen Mitglieder des 8. Europäischen Parlaments nach der Europawahl in den Niederlanden 2014.

## Mandatsstärke der Parteien
- GUE/NGL: 3
- S&D: 3
- G/EFA: 2
- ALDE: 7
- EVP: 5
- EKR: 2
- NI: 4

- GUE/NGL: 3
- S&D: 3
- G/EFA: 2
- ALDE: 7
- EVP: 5
- EKR: 2
- ENF: 4

| Nationale Partei                              | Mandate | Fraktion                                                                                    |
| --------------------------------------------- | ------- | ------------------------------------------------------------------------------------------- |
| Democraten 66 (D66)                           | 4       | Fraktion der Allianz der Liberalen und Demokraten für Europa (ALDE)                         |
| Volkspartij voor Vrijheid en Democratie (VVD) | 3       | Fraktion der Allianz der Liberalen und Demokraten für Europa (ALDE)                         |
| Christen-Democratisch Appèl (CDA)             | 5       | Fraktion der Europäischen Volkspartei (EVP)                                                 |
| Partij voor de Vrijheid (PVV)                 | 4       | Fraktionslose Abgeordnete (NI)Europa der Nationen und der Freiheit (ENF) (ab 15. Juni 2015) |
| Socialistische Partij (SP)                    | 2       | Konföderale Fraktion der Vereinten Europäischen Linken/Nordischen Grünen Linken (GUE/NGL)   |
| Partij voor de Dieren (PvdD)                  | 1       | Konföderale Fraktion der Vereinten Europäischen Linken/Nordischen Grünen Linken (GUE/NGL)   |
| Partij van de Arbeid (PvdA)                   | 3       | Fraktion der Progressiven Allianz der Sozialdemokraten im Europäischen Parlament (S&D)      |
| ChristenUnie (CU)                             | 1       | Europäische Konservative und Reformisten (EKR)                                              |
| Staatkundig Gereformeerde Partij (SGP)        | 1       | Europäische Konservative und Reformisten (EKR)                                              |
| GroenLinks (GL)                               | 2       | Die Grünen/Europäische Freie Allianz (G/EFA)                                                |
| Gesamt                                        | 26      |                                                                                             |

## Abgeordnete
| Bild | MEP                          | von           | bis           | Partei | Fraktion | Anmerkungen                                                  |
| ---- | ---------------------------- | ------------- | ------------- | ------ | -------- | ------------------------------------------------------------ |
|      | Hans van Baalen              | 1. Juli 2014  | 2. Juli 2019  | VVD    | ALDE     |                                                              |
|      | Bastiaan Belder              | 1. Juli 2014  | 2. Juli 2019  | SGP    | EKR      |                                                              |
|      | Wim van de Camp              | 1. Juli 2014  | 2. Juli 2019  | CDA    | EVP      |                                                              |
|      | Peter van Dalen              | 1. Juli 2014  | 2. Juli 2019  | CU     | EKR      |                                                              |
|      | Bas Eickhout                 | 1. Juli 2014  | 2. Juli 2019  | GL     | G/EFA    |                                                              |
|      | André Elissen                | 13. Juni 2017 | 2. Juli 2019  | PVV    | ENF      | Nachgerückt für Vicky Maeijer                                |
|      | Gerben-Jan Gerbrandy         | 1. Juli 2014  | 2. Juli 2019  | D66    | ALDE     |                                                              |
|      | Marcel de Graaff             | 1. Juli 2014  | 2. Juli 2019  | PVV    | NIENF    |                                                              |
|      | Anja Hazekamp                | 1. Juli 2014  | 2. Juli 2019  | PvdD   | GUE/NGL  |                                                              |
|      | Jan Huitema                  | 1. Juli 2014  | 2. Juli 2019  | VVD    | ALDE     |                                                              |
|      | Hans Jansen                  | 1. Juli 2014  | 5. Mai 2015   | PVV    | NI       | Nachrücker: Auke Zijlstra                                    |
|      | Dennis de Jong               | 1. Juli 2014  | 2. Juli 2019  | SP     | GUE/NGL  |                                                              |
|      | Agnes Jongerius              | 1. Juli 2014  | 2. Juli 2019  | PvdA   | S&D      |                                                              |
|      | Esther de Lange              | 1. Juli 2014  | 2. Juli 2019  | CDA    | EVP      |                                                              |
|      | Jeroen Lenaers               | 1. Juli 2014  | 2. Juli 2019  | CDA    | EVP      |                                                              |
|      | Vicky Maeijer                | 1. Juli 2014  | 15. März 2017 | PVV    | NIENF    | Fraktionsbeitritt am 15. Juni 2015 Nachrücker: André Elissen |
|      | Matthijs van Miltenburg      | 1. Juli 2014  | 2. Juli 2019  | D66    | ALDE     |                                                              |
|      | Anne-Marie Mineur            | 1. Juli 2014  | 2. Juli 2019  | SP     | GUE/NGL  |                                                              |
|      | Caroline Nagtegaal-van Doorn | 14. Nov. 2017 | 2. Juli 2019  | VVD    | ALDE     | Nachgerückt für Cora van Nieuwenhuizen                       |
|      | Cora van Nieuwenhuizen       | 1. Juli 2014  | 25. Okt. 2017 | VVD    | ALDE     | Nachrückerin: Caroline Nagtegaal-van Doorn                   |
|      | Lambert van Nistelrooij      | 1. Juli 2014  | 2. Juli 2019  | CDA    | EVP      |                                                              |
|      | Kati Piri                    | 1. Juli 2014  | 2. Juli 2019  | PvdA   | S&D      |                                                              |
|      | Judith Sargentini            | 1. Juli 2014  | 2. Juli 2019  | GL     | G/EFA    |                                                              |
|      | Marietje Schaake             | 1. Juli 2014  | 2. Juli 2019  | D66    | ALDE     |                                                              |
|      | Annie Schreijer-Pierik       | 1. Juli 2014  | 2. Juli 2019  | CDA    | EVP      |                                                              |
|      | Olaf Stuger                  | 1. Juli 2014  | 2. Juli 2019  | PVV    | NIENF    |                                                              |
|      | Paul Tang                    | 1. Juli 2014  | 2. Juli 2019  | PvdA   | S&D      |                                                              |
|      | Sophie in 't Veld            | 1. Juli 2014  | 2. Juli 2019  | D66    | ALDE     |                                                              |
|      | Auke Zijlstra                | 7. Sep. 2015  | 2. Juli 2019  | PVV    | ENF      | Nachgerückt für Hans Jansen                                  |